# Jeff Astle
Jeffrey "Jeff" Astle (Nottinghamshire, 13 de maio de 1942 - 19 de janeiro de 2002) foi um futebolista inglês, que atuava como atacante.

## Carreira
Jeff Astle fez parte do elenco da Seleção Inglesa de Futebol que disputou a Copa do Mundo de 1970.

## Ligações Externas
- Perfil em FIFA.com (em inglês)